# Italsko-ukrajinské vztahy
Italsko-ukrajinské vztahy jsou bilaterální vztahy mezi Itálií a Ukrajinou. Itálie má velvyslanectví v Kyjevě. Ukrajina má velvyslanectví v Římě a konzuláty v Miláně a Neapoli. Itálie je členem Evropské unie. O členství v této organizaci Ukrajina požádala v roce 2022. Oba národy jsou členy Rady Evropy.
Itálie uznala nezávislost Ukrajiny 28. prosince 1991 a oficiální diplomatické vztahy byly navázány 29. ledna 1992.

## Politické a diplomatické vztahy
V březnu 2012 se v Římě sešli náměstci ministrů zahraničních věcí obou zemí. V červnu téhož roku se ukrajinský ministr zahraničních věcí Kosťantyn Hryščenko setkal v Terstu s tehdejší náměstkyní ministryně zahraničních věcí Itálie Martou Dassùovou v rámci summitu Středoevropské iniciativy.
Od začátku ruské invaze na Ukrajinu v roce 2022 se bilaterální vztahy mezi Itálií a Ukrajinou změnily. Italská vláda prostřednictvím ministerstva zahraničních věcí prohlásila, že „rozhodně odsuzuje neoprávněnou a nevyprovokovanou agresi Ruska proti Ukrajině“. Itálie rovněž zdůraznila porušování mezinárodního práva, kterého se dopouštějí ruské orgány, a vyjádřila svou plnou podporu územní celistvosti Ukrajiny. Stejně jako ostatní evropské státy a samotná Evropská komise i Itálie podporuje činnost EU s cílem izolovat Rusko a vyvíjet na něj ekonomický tlak.
Zpočátku nebyla italská vláda zjevně rozhodnuta uvalit na Rusko po vypuknutí války ekonomické sankce. Ukrajinský prezident Volodymyr Zelenskyj pak za to prostřednictvím svého oficiálního twitterového účtu zkritizoval italského premiéra Maria Draghiho. Italská podpora Ukrajině následně zesílila; například italské ministerstvo kultury nabídlo zaplatit přestavbu Doněckého akademického oblastního činoherního divadla v Mariupolu.
Itálie byla zastáncem Minských dohod o zastavení ozbrojeného konfliktu a navázání dialogu s Ruskem.

## Státní návštěvy
Ukrajinský prezident navštívil Italskou republiku několikrát; v květnu 1995, v listopadu 2002, v říjnu 2008, v listopadu 2015, v únoru 2020 a v květnu 2023.
Prezident Italské republiky navštívil Ukrajinu v roce 1996 a v roce 1999 a italský premiér navštívil Ukrajinu v říjnu 2003 a v březnu 2015.

## Ekonomické vztahy
Podle údajů z roku 2021 je Itálie pro Ukrajinu druhým největším vývozním trhem s hodnotou vývozu 3 288 milionů EUR a čtvrtým největším vývozcem z EU na Ukrajinu s hodnotou vývozu 2 113 milionů EUR.
Itálie a Ukrajina nejvíce spolupracují v oblasti hutních výrobků; Itálie v roce 2021 dovezla z Ukrajiny hutní zboží v celkové hodnotě 1 miliardy eur. V sektoru zemědělsko-potravinářského průmyslu činí ekonomická výměna asi 300 milionů eur, většinou při obchodu s pšenicí. Itálie vyváží na Ukrajinu především stroje a zařízení, tabák, chemikálie, oděvy a potravinářské výrobky.
Podle posledních dostupných údajů z roku 2017 působí na Ukrajině 175 italských společností s 6 692 zaměstnanci a celkovým příjmem 433 milionů eur ročně. Hlavními italskými firmami působícími na Ukrajině jsou Ferrero, Intesa Sanpaolo, Eni, Mapei, Saipem a Selex.
Dalším relevantním socioekonomickým fenoménem je migrace ukrajinských žen do Itálie. 78,6 % celkové ukrajinské populace v Itálii tvoří ženy, z nichž většina pečuje o staré a postižené lidi.
Pro Itálii je Ukrajina důležitá také pro svou roli v rozvoji tras pro dovoz plynu.